# Ussurijsk
Ussurijsk (russisch Уссури́йск; früher Nikolskoje, Nikolsk, Woroschilow, chinesisch 双城子 Shuangchengzi) ist eine Stadt im Süden der russischen Region Primorje in Ostasien. Sie liegt 98 km nördlich von Wladiwostok und 660 km südlich von Chabarowsk im fruchtbaren Tal der Rasdolnaja. Die Stadt ist 60 km von der chinesischen Grenze und ebensoweit vom Pazifik, genauer vom Japanischen Meer, entfernt.

## Geschichte

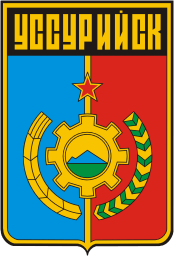
Sowjetisches Stadtwappen (1976)

Ussurijsk wurde im Jahre 1866 als Nikolskoje (Нико́льское) gegründet und entwickelte sich aufgrund seiner günstigen Lage schon bald zu einem Handelszentrum. Dessen Bedeutung nahm während des Baus der Transsibirischen Eisenbahn stark zu, besonders aber nach deren Fertigstellung 1916.
1898 erhielt der Ort als Nikolsk (Нико́льск) die Stadtrechte, 1913 war es die viertgrößte Stadt im russischen Fernen Osten. Nach der Revolution von 1917 wurde Nikolsk systematisch zum landwirtschaftlichen Zentrum der Region ausgebaut. Ab 1926 trug die Stadt zur Unterscheidung von gleichnamigen Städten den Namen Nikolsk-Ussurijski (Нико́льск-Уссури́йский, d. h. Ussurisches Nikolsk), am 5. November 1935 erfolgte die Umbenennung der Stadt nach Kliment Woroschilow (Вороши́лов).
Nach der Machtübernahme durch Nikita Chruschtschow erhielt die Stadt 1957 ihren heutigen Namen. Der Fluss Ussuri entspringt im Sichote-Alin-Gebirge östlich von Ussurijsk, fließt aber nicht durch die Stadt Ussurijsk, sondern über 150 km von ihr entfernt. Der Ortsname nimmt vielmehr Bezug auf die vom Fluss abgeleitete traditionelle Bezeichnung dieses Teils der Primorje als „Ussuriregion“ (russisch Уссурийский край, Ussurijski krai).

### Bevölkerungsentwicklung
| Jahr | Einwohner |
| ---- | --------- |
| 1897 | 10.868    |
| 1939 | 71.867    |
| 1959 | 104.310   |
| 1970 | 128.235   |
| 1979 | 146.782   |
| 1989 | 158.016   |
| 2002 | 157.759   |
| 2010 | 158.004   |
| 2021 | 180.393   |

Anmerkung: Volkszählungsdaten

## Verkehr

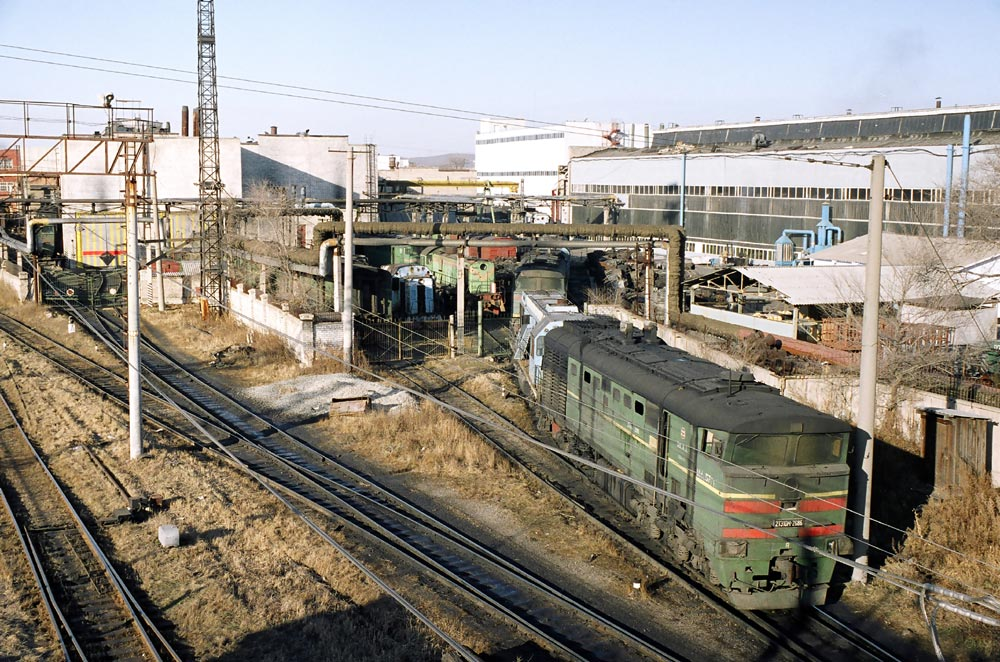
Blick auf die Bahnwerkstätten von Ussurijsk

Ussurijsk befindet sich an der Fernstraße A370 (Russland) (Chabarowsk – Wladiwostok), die ein Teil der Transsibirischen Straße ist. Über die Regionalstraße 05A-215 ist Ussurijsk mit der Nationalstraße 301 (China) verbunden.
Außerdem zweigen hier die Bahnstrecken nach Harbin und Pjöngjang von der Transsibirischen Eisenbahn (Moskau – Wladiwostok) ab. Es gibt eine Personenzugverbindung in den chinesischen Grenzort Suifenhe (von dort besteht Anschluss nach Harbin). Zweimal monatlich je Richtung verkehrt ein Kurswagen über die Strecke Chassan–Rajin zwischen Moskau und Pjöngjang, der in Ussurijsk zwischen dem Schnellzug Rossija Moskau – Wladiwostok und dem Lokalzug Ussurijsk – Chassan (russischer Grenzbahnhof zum koreanischen Tumangan) wechselt.

## Militär
In Ussurijsk befindet sich das Hauptquartier der 5. allgemeinen Armee der russischen Landstreitkräfte, außerdem ist dort die 83. Luftsturm-Brigade der Luftlandetruppen stationiert.

## Persönlichkeiten

### Söhne und Töchter der Stadt
- Moissei Bass (1908–1984), Bauingenieur
- Switlana Jermolenko (* 1937), ukrainische Sprachwissenschaftlerin
- Boris Chmelnizki (1940–2008), Schauspieler
- Juri Wjunow (* 1947), Generalmajor
- Swjatoslaw Loginow (* 1951), Fantasy- und Science-Fiction-Autor
- Olga Solowowa (* 1953), Volleyballspielerin und Olympiasiegerin 1980
- Ljudmila Saizewa (* 1956), Schachspielerin
- Alexander Dwornikow (* 1961), Generaloberst
- Natalja Barbaschina (* 1973), Fußballspielerin
- Wadym Iwtschenko (* 1980), ukrainischer Politiker
- Andrei Suchorada (1986–2010), Anführer der Partisanen von Primorje
- Anastassija Illarionowa (* 1999), Handballspielerin

### Personen mit Bezug zu Ussurijsk
- Jelena Serowa (* 1976), Kosmonautin